# دارين دالتون
دارين دالتون (بالإنجليزية: Darren Dalton) مواليد 9 فبراير 1965 في باول، الولايات المتحدة، هو ممثل وكاتب سيناريو أمريكي بدأ مسيرته الفنية سنة 1983. امتدت مسيرته الفنية لأكثر من 29 عاما.

## الأعمال
- ريد دان
- ساعة رملية

## روابط خارجية
- دارين دالتون على موقع IMDb (الإنجليزية)
- دارين دالتون على موقع ألو سيني (الفرنسية)
- دارين دالتون على موقع أول موفي (الإنجليزية)
- دارين دالتون على موقع قاعدة بيانات الأفلام السويدية (السويدية)
- دارين دالتون على موقع قاعدة بيانات الفيلم (الإنجليزية)
- دارين دالتون على موقع كينوبويسك (الروسية)